# Aktuality.sk
Aktuality.sk è un quotidiano online slovacco diretto da Peter Bárdy. Ha sede a Bratislava ed è di proprietà di Ringier Axel Springer.

## Storia
Il giornalista investigativo Ján Kuciak faceva parte dello staff editoriale del portale quando, insieme alla sua fidanzata Martina Kušnírová, fu assassinato il 21 febbraio 2018 in una casa a Veľká Mača mentre conduceva un'inchiesta sulla gestione di fondi strutturali dell'Unione europea in Slovacchia.
Il giornale ha raccolto le investigazioni di Kuciak prima dell'omicidio, il quale stava lavorando su una probabile connessione tra il governo slovacco e la 'ndrangheta. Precedentemente la testata aveva riportato articoli su presunte frodi fiscali tra noti businessman ed il partito politico Direzione - Socialdemocrazia (Smer-SD) del Primo Ministro Robert Fico ed in particolare sul Ministro dell'Interno Robert Kaliňák e quello delle Finanze Ján Pociatek. In aggiunta a queste indagini le sue attenzioni si erano concentrate sull'imprenditore Marian Kočner, accusato di frode ed evasione fiscale ma il cui caso è stato in seguito archiviato dalla magistratura nel 2017.
Il 28 febbraio 2018 il sito Aktuality.sk ha pubblicato l'ultimo articolo incompleto di Kuciak che riguardava delle attività collaborative tra Viliam Jasaň, Segretario del Consiglio per la Sicurezza Nazionale slovacca e Mária Trošková, ex modella ed Assistente personale del Primo Ministro Robert Fico con l'organizzazione criminale italiana. Entrambi hanno rassegnato le dimissioni e poco dopo è toccato anche al Ministro della Cultura Marek Maďarič.
Per queste inchieste il sito ha vinto il 39º Premio Ischia internazionale di giornalismo.

## Riconoscimenti
- Premio Ischia internazionale di giornalismo (2018)